# Johanna Böhm
Pour l’article homonyme, voir Böhm.
Œuvres principales
Das Haus der alleinstehenden Frauen (1932)
 Vier Frauen führen Krieg (1933)
Johanna Böhm, née le 2 mai 1898 à Langnau im Emmental et morte le 4 novembre 1967 à Zurich, est un écrivain suisse d'expression allemande.
Elle est notamment l'auteur des romans Das Haus der alleinstehenden Frauen et Vier Frauen führen Krieg et de livres pour la jeunesse.

## Biographie

### Origines et famille
Johanna Böhm naît le 2 mai 1898 à Langnau im Emmental, dans le canton de Berne. Originaire de Rheinfelden, dans le canton d'Argovie, de Chexbres, dans le canton de Vaud, et de Zurich, elle est la fille de Pierre Martin et d'Anna Marie Aeschlimann. Elle perd sa mère alors qu'elle est encore à l'école primaire ; son père tombe malade peu après.
Elle épouse en 1920 Edgar Chappuis, écrivain et journaliste.

### Jeunesse et études
Johanna Böhm grandit à Langnau im Emmental et à Berne, où elle étudie à l'école de commerce pour jeunes filles. Elle voyage beaucoup à l'âge adulte (Italie, France, Allemagne et Autriche). Elle vit au Tessin de 1922 à 1926, puis à Zurich à partir de 1926, où elle étudie la littérature et l'histoire de l'art à l'université.

### Écriture
Johanna Böhm tient la plume pour son époux malvoyant, puis se met en 1930 à écrire des poèmes et des nouvelles. Son premier roman, Das Haus der alleinstehenden Frauen, paraît en 1932. Après avoir terminé son deuxième roman en 1933, Vier Frauen führen Krieg, Johanna Böhm prend part à un concours de littérature pour jeunes filles et y obtient une distinction. Elle publie par la suite de nombreux livres pour la jeunesse, qui rencontrent un grand succès.

### Mort
Johanna Böhm meurt le 4 novembre 1967 à Zurich, à l'âge de 69 ans, au terme d'une brève maladie. Elle est incinérée quatre jours plus tard.